# 지역내총생산
지역내총생산은 어떤 기간 동안 어떠한 지역에서 생산된 상품과 서비스의 가치를 시장가격으로 평가한 수치(GRDP: gross regional domestic product)를 말한다. 보통 1년 단위로 측정한다.
지역내총생산이 높다는 것은 그 지역 재정자립도가 높다는 것을 의미하고 반대로 지역내총생산이 낮다는 것은 재정자립도가 낮아 중앙정부의 지원이 필요하다는 것을 의미한다. 국내에선 통계청이 1985년부터 16개 광역 시·도의 GRDP를 산출해 발표하고 있으며 지역 경제 분석과 정책 수립에 필요한 기초자료로 활용한다. 국가로 치면 국내총생산(GDP)과 같은 개념이다.
지역내총생산의 합을 통해 국내총생산(GDP)를 구할 수 있으며, 주민1인당 총생산도 구할 수 있다.
(주민 1인당 GRDP = GRDP/지역의 총인구)

## 대한민국의 지역내총생산(GRDP)
2014년도 2013년도
- 지역 (조원)
- 전국 1484.5 1430.3
- 서울 327.6 318.6
- 부산 73.7 70.3
- 대구 46.6 44.8
- 인천 68.4 64.7
- 광주 31.0 29.8
- 대전 32.7 31.5
- 울산 69.5 68.3
- 경기 329.5 313.7
- 강원 36.9 35.4
- 충북 49.1 47.4
- 충남 103.7 99.2
- 전북 44.6 42.5
- 전남 63.1 62.3
- 경북 91.7 89.1
- 경남 102.5 99.6
- 제주 13.9 13.2

## 같이 보기
- 국내총생산(GDP)